# Cercopithecus nictitans
El mono o cercopiteco de nariz blanca (Cercopithecus nictitans) es una especie de primate catarrino de la familia Cercopithecidae.

## Descripción
Es un pequeño mono que pesa entre 4 y 6 kg, con una longitud de 40 a 70 cm (hembra adulta pesa unos 4 kg, y el macho hasta 6 kg);  la cola hasta casi un metro. Su longevidad de más de 15 años. Es uno de los más pequeños primates del Viejo Mundo.

## Hábitat y costumbres
Es originario de la zona central africana, en selvas lluviosas. Viven en las ramas altas de los árboles. Tienen un área de acción de 30 a 70 ha. Es una especie arborícola y diurna. Forman grupos de 5 a 60 individuos (formados por hembras, y un macho). Cuadrúpedos arborícolas (en una rama horizontal caminan utilizando las cuatro patas). 
Comen frutas, semillas, flores, hojas, huevos e invertebrados. La gestación dura 160 días, y tienen una cría por parto. Los machos son capaces de comunicarse mediante diferentes sonidos, que pueden combinar en secuencias complejas.
Recientemente, se descubrió que a veces se comunica combinando diferentes sonidos en una secuencia, que tienen  diferente significado según los sonidos.  Por ejemplo,  el sonido «piu» solo significa que otros animales, como un leopardo, está acechando cerca, y «jak»  significa que un volador, como un águila, vuela cerca.  Pero cuando los combina juntos,  secuencia «piu piu jak jak jak jak»: váyanse de aquí a otro lugar.